# Geografisch middelpunt
Het geografisch middelpunt van een land of gebied is een begrip zonder officiële definitie. Vaak wordt een berekening van het zwaartepunt van het landoppervlak gebruikt, maar een middelpunt kan ook op culturele of andere niet-geometrische gronden worden gekozen. 

## Definitie
In principe kan er een schier oneindige lijst van definities verzonnen worden voor het middelpunt van een geografisch gebied. Enkele van de voor de hand liggende definities zijn het nemen van de gebruikelijke centrummaten van zowel de x- als de y-coördinaten van het gebied:
- Het moduspunt: het punt met de meest voorkomende x-coördinaat en de meest voorkomende y-coördinaat.
- Het mediaanpunt: het punt met evenveel land ten oosten als ten westen ervan en evenveel land ten noorden als ten zuiden er van.
- Het zwaartepunt (gemiddelde): het punt waar op het gebied in evenwicht zou balanceren.
- Het middelpunt van de omgeschreven rechthoek (mid-range): x-coördinaat in het midden tussen het oostelijkste en westelijkste punt en y-coördinaat tussen het noordelijkste en zuidelijkste punt.

## Geografisch middelpunt van België, Nederland en Luxemburg
- Geografisch middelpunt van België
- Geografisch middelpunt van Nederland
- Geografisch middelpunt van Vlaanderen

## Overige landen

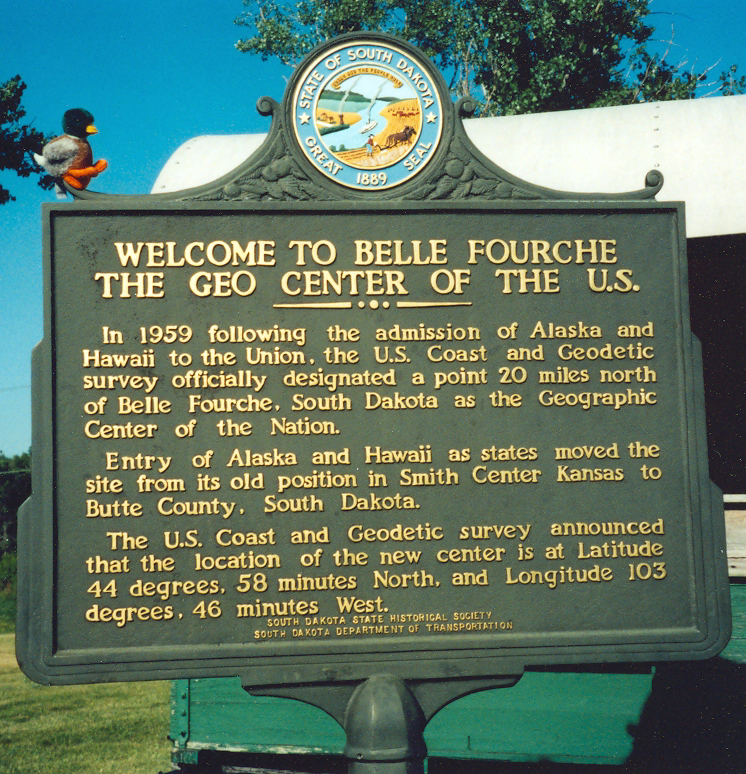
Bord in Belle Fourche

- In het Duitsland van na de hereniging noemen vijf plaatsen zich Mittelpunkt Deutschlands: Niederdorla, Krebeck, de wijk Flinsberg in Heilbad Heiligenstadt, Silberhausen en Landstreit bij Eisenach.
- Frankrijk kent binnen een straal van 15 kilometer zes gemeentes met het predicaat Centre de la France: Vesdun (middelpunt van Frankrijk zonder Corsica, volgens IGN), Bruère-Allichamps (oudste middelpunt, volgens landsgrenzen van 1800), Saulzais-le-Potier, Nassigny, Chazemais en Vallon-en-Sully.[bron?]
- Het Verenigd Koninkrijk kent diverse centre points: die van Groot-Brittannië (met/zonder eilanden), Engeland, Noord-Ierland, Schotland en Wales.
- Het geografisch middelpunt van de Verenigde Staten ligt volgens de U.S. Coast and Geodetic Survey (USCGS) zo'n 20 mijl ten noorden van Belle Fourche in South Dakota. Daarnaast krijgt het dorpje Coffeyville in het zuiden van Kansas aandacht als middelpunt in Google Maps, al worden Alaska en Hawaï in dat geval buiten beschouwing gelaten. Voordat Alaska en Hawaï toetraden tot de Verenigde Staten plaatste de USCGS het middelpunt van wat bekendstaat als de 48 aaneengesloten staten op ongeveer 2,6 mijl ten noordwesten van Lebanon, in het noorden van Kansas.

## Continenten
- Europa en de Europese Unie hebben verschillende middelpunten, zie Geografisch middelpunt van Europa en Geografisch middelpunt van de Europese Unie.

## Wereld
- In de Griekse oudheid werd Delphi de "navel" van de aarde genoemd en als middelpunt van wereld gezien.
- In de middeleeuwen werd Jeruzalem als het middelpunt van de wereld beschouwd.
- Het fysieke massamiddelpunt van de aarde bevindt zich in de onbereikbare aardkern. Met de wereldwijde acceptatie van de Meridiaan van Greenwich in 1984 is het snijpunt daarvan met de evenaar in de Atlantische Oceaan het officiële nulpunt van het wereldwijde coördinatensysteem.